# Безнег
Безнег (рос. Безнег) — присілок в Шар'їнському районі Костромської області Російської Федерації.
Населення становить 21 особу. Входить до складу муніципального утворення Шекшемське сільське поселення.

## Історія
Від 2007 року входить до складу муніципального утворення Шекшемське сільське поселення.

## Населення
| 2008 | 2010 | 2014 |
| ---- | ---- | ---- |
| 23   | ↗25  | ↘21  |